# Szabó András (irodalomtörténész)
Szabó András (Derecske, 1954. szeptember 30. –) magyar irodalomtörténész, pedagógus, egyetemi tanár. Az irodalomtudományok kandidátusa (1991) és a Magyar Tudományos Akadémia doktora (2003).

## Életpályája
Szülei: dr. Szabó Andor (1924-2017) református lelkész és Fekete Edit (1929) tanítónő. 1969–1973 között a Debreceni Református Kollégium Gimnáziumának diákja volt. 1973–1978 között az ELTE BTK magyar-latin szakos hallgatója volt. 1978–1979 között a Petőfi Sándor Gimnázium és Gépészeti Szakközépiskola pedagógusa volt Aszódon. 1979–1984 között, valamint 1987–1988 között az Országos Széchényi Könyvtár Kézirattárában dolgozott. 1984–1987 között, valamint 1992–1996 között a Magyar Tudományos Akadémia Irodalomtudományi Intézetének munkatársa volt. 1989–1992 között a Ráday Könyvtár tudományos munkatársa volt. 1996 óta a Károli Gáspár Református Egyetem magyar szakán tanít, 1999 óta egyetemi tanár, a régi magyar irodalom tanszékvezetője (2019-ig), 1999-ben dékánhelyettes, 2006–2008 között rektorhelyettes, 2008–2010 között dékán. 1998-ban habilitált. 2001–2004 között a Veszprémi Egyetemen is tanított. 2002–2005 között a Magyar Tudományos Akadémia Irodalomtudományi Bizottságának tagja volt. 2004 és 2024 között a révkomáromi Selye János Egyetemen is tanított. 2012 és 2018 között a Magyar Akkreditációs Bizottság Felülvizsgálati Bizottságának tagja volt. 2019 óta a Károli Gáspár Református Egyetemen professzor emeritus.
Kutatási területe a magyar reformáció és a késő humanizmus irodalma, valamint Szenczi Molnár Albert élete és munkássága.

## Magánélete
1978-ban házasságot kötött Petrőczi Éva költő, irodalomtörténésszel. Két gyermekük született; Éva Borbála (1978) és András Péter (1980).

## Könyvei
- Szent Biblia, Vizsoly 1590, Magyar Helikon (kísérő tanulmány, 1981, 1990)
- Károlyi Gáspár (1530 k.-1591), ELTE BTK (1984)
- Károlyi Gáspár, a gönci prédikátor, Magvető Könyvkiadó (1984) -
- Johann Jacob Grynaeus magyar kapcsolatai, JATE BTK (1989) -
- A Biblia. Szemelvények Károli Gáspár fordításából Gustav Doré kettőszázharminchárom illusztrációjával, Kossuth Kiadó (1993)
- Bízd a jövendőkre érdemed jutalmát. Magyar protestáns irodalmi szöveggyűjtemény. Első kötet, 16-17. század, Mundus Kiadó (1998)
- Respublica litteraria. Irodalom- és művelődéstörténeti tanulmányok a késő humanizmus koráról, Balassi Kiadó (1999)
- Iter Germanicum. Deutschland und die Ungarländische Reformierte Kirche im 16-17. Jahrhundert, Kálvin Kiadó (1999)
- Szenci Molnár Albert naplója, Universitas (2003)
- A késő humanizmus irodalma Sárospatakon, Hernád Kiadó (2004) -
- "Téged Isten dicsérünk". Bocskai István, Erdély és Magyarország fejedelme, Kálvin Kiadó (2006, 2008)
- "Bizontalan helyeken búdosunk". Szenci Molnár Albert a magyar és az európai szellemi életben, Lilium Aurum - Selye János Egyetem TK (2011)
- A rejtőzködő bibliafordító - Károlyi Gáspár, Kálvin Kiadó (2012)
- Szepességtől Biharig. Protestantizmus, irodalom és művelődés Magyarországon a 16-18. században, Selye János Egyetem TK (2013)
- Coetus Ungaricus. A wittenbergi magyar diáktársaság 1555–1613, Balassi Kiadó (2017)
- Natio Ungarica. Die Mitglieder der ungarischen Studentengemeinschaft in Wittenberg 1555-1613, Vandenhoeck & Ruprecht (2021)
- Egyház és egyéniség.Tanulmányok a régi magyar irodalomról és művelődésről. Károli Gáspár Református Egyetem - L'Harmattan (2023)

## Műfordításai
- Szenci Molnár Albert naplója (1976, 2003)
- Huszár Gál, Melanchthon, Székely István és Károlyi Gáspár leveleinek fordítása latinból (1981)

## Díjak
- Apáczai Csere János-díj (2018)
- Klaniczay-díj (2022)[1]
- Szenci Molnár Albert-díj (2024)[2][3]